# میتسوئو ایسو
میتسوئو ایسو (انگلیسی: Mitsuo Iso؛ زادهٔ ۱۹۶۶) پویانما، فیلم‌نامه‌نویس، کارگردان فیلم، و کارگردان پویانمایی اهل ژاپن است.